# Кокдала (Каратальский район)
Кокдала (каз. Көкдала, до 2007 г. — Достижение) — село в Каратальском районе Жетысуской области Казахстана. Входит в состав Ескельдинского сельского округа. Код КАТО — 195037300.

## Население
В 1999 году население села составляло 591 человек (303 мужчины и 288 женщин). По данным переписи 2009 года, в селе проживал 501 человек (268 мужчин и 233 женщины).